# Hàbitat troglodític de la cova de l'Espluguell
L'Hàbitat troglodític de la cova de l'Espluguell, o Cova de Canves, és un jaciment medieval que es troba a Conca de Dalt (Pallars Jussà), inclòs a l'Inventari del Patrimoni Arqueològic i Paleontològic de Catalunya.
Està situat al nord-nord-oest del poble de Serradell, pertanyent a l'antic terme de Toralla i Serradell, actualment del terme de Conca de Dalt.
Es tracta d'un conjunt de restes medievals de caràcter alhora defensiu i civil, que palesen un hàbitat troglodític que aprofita les grans balmes i coves de la regió.
Propers a aquest despoblat, n'hi ha dos més de la mateixa època i de característiques similars: Sorta i Esplugallonga.
Està situat en una cinglera a migdia del Serrat del Ban, a la partida d'Espluguell.